# Jacob Lagercrantz
Carl Jacob Henric Lagercrantz, född 5 april 1937, är en svensk bankdirektör.
Lagercrantz var bankdirektör i Svenska Handelsbanken åren 1978–1998 och var därefter verksam i Carnegie Investment Bank. Åren 2000–2007 var han slottsfogde på Drottningholms slott med ansvar även för Tullgarns slott och Rosersbergs slott.
Jacob Lagercrantz är son till bruksdisponent Bror Lagercrantz, sonson till envoyé Herman Lagercrantz och sonsons son till Sveriges finansminister Gustaf Lagercrantz. Samtliga tillhör huvudmannagrenen av adliga ätten nr 1011 Lagercrantz.